# عبد العزيز القارئ
عبد العزيز بن عبد الفتاح بن عبد الرحيم القارئ رئيس لجنة تصحيحِ مصحفِ المدينـة النبويـة.

## نشأته
ولد في مكـة المكرمـة سنة 1365 هـ.

## دراسته
درس في المعهد العلمـي بالرياض (1375- 1380 هـ)، وتخرَّجَ في كلية الشريعة في الجامعة الإسلامية سنة 1389هـ. ثم حصل على درجة الماجستير من كلية الشريعة والقانون في جامعة الأزهر سنة 1393هـ. ثم حصل على درجة الدكتوراه في فقه السياسة الشرعية سنة 1399هـ.

## شيوخه
1. والده عبد الفتاح بن عبد الرحيم القارئ.
2. محمدُ الأمين أَيْدَا الشنقيطي.
3. عبد العزيز بن باز.
4. محمد ناصر الدين الألباني.
5. حماد الأنصاري.

## أعماله ومناصبه
تولى عمادة كليـة القرآن الكريـم والدراسـات الإسـلاميـة في الجامعة الإسلامية بالمدينة المنورة سنة 1401 هـ، ورئاسة لجنة تصحيحِ مصحفِ المدينـة النبويـة الذي طُبِـعَ بمُجَمَّع الملكِ فهدٍ لِطِباعة المصـحف الشـريف بالمدينة المنورة. كما عُيِّن إماماً وخطيـباً لمسـجد قباء ما بين سنتي 1405 و1414هـ.

## وفاته
توفي صباح الخميس 2 ربيع الآخر 1444 هـ الموافق 27 أكتوبر 2022 م. وصلي عليه في المسجد النبوي ثم دفن في البقيع.